# Comune di mercato
Comune di mercato (in tedesco Marktgemeinde, in ceco městys) indica quei comuni che, in Europa, secondo il diritto medievale, avevano ottenuto il diritto a tenere un mercato. Essi si distinguevano dalle città di mercato, in quanto queste erano cinte da mura, mentre i comuni-mercato avevano semplici palizzate.
Nel XXI secolo lo status di Marktgemeinde è esistente in Germania (limitatamente alla Baviera), Austria, Repubblica Ceca e Italia (limitatamente alla provincia autonoma di Bolzano), dove possono anche essere chiamati borgate quei centri abitati che hanno una posizione di preminenza sovracomunale.
Lo status di comune di mercato ha mantenuto un valore essenzialmente onorifico. Ad esempio, in provincia di Bolzano lo è San Candido, dove il mercato si tiene ormai solo in rare occasioni, mentre non lo è Dobbiaco, dove la cadenza del mercato è periodica. Glorenza, che ora non ha nemmeno 900 abitanti, ha in lingua tedesca il titolo di città (Stadtgemeinde), perché storicamente cinta da mura.
Anche per la legge austriaca la presenza del mercato dev'essere ab immemorabili.